# 白舌紫菀
白舌紫菀（学名：Aster baccharoides）是菊科紫菀属的植物，为中国的特有植物。分布在中国大陆的福建、湖南、江西、广东、浙江等地，生长于海拔50米至900米的地区，一般生于山坡路旁、草地和沙地，目前尚未由人工引种栽培。

## 外部連結
- 白舌紫菀, Baisheziwan （页面存档备份，存于） 藥用植物圖像數據庫 (香港浸會大學中醫藥學院) （繁體中文）（英文）